# サテライトキャンパス
サテライトキャンパス（サポート施設）とは、大学など教育機関の本部から地理的に離れた場所に設置されたキャンパスのことである。予備校・学習塾などでもみられる他、広域通信制高校で本校外のサポート校のことをキャンパスと称する高校もある。
サテライトキャンパスの設置場所は、通学者にとって利便性の高い、大都市の都心部（官庁街やオフィス街）、ターミナル駅周辺である場合が多い。ただし、一般にそのような場所の地価は高価であるため、専用のビルなどを新設する例は少なく、商業ビル内に比較的小規模な教室を設ける例が多い。
また、都市部以外でも、地方の大学や公共団体との連携により設置されるケース（例：慶應義塾大学鶴岡タウンキャンパス・新川崎タウンキャンパス・早稲田大学本庄キャンパス）もある。さらに、大学通信教育では同様の施設を学習センターと称することが多い。
1990年代後半からサテライトキャンパスの設置数は増え始め、現在では全大学の1割ほどがサテライトキャンパスを設置していると言われている。

## 機能
サテライトキャンパスの機能として、以下のようなものがある。
- 社会人向け教育サービスの提供
社会人（とくに現役就労者）向けの専門教育を提供する。社会人のキャリアアップにつながる専門科目として、経済・経営や法律関係の講義が多く、現役就労者の需要に沿った教育サービスが提供されている。詳細は社会人大学院、専門職大学院、夜間大学院を参照。
- 大学間協定に基づく教育サービスの提供
複数の大学間で単位互換などの協定を締結し、その協定に参加する大学の学生であれば、サテライトキャンパスにおいて他大学が提供する講義の受講を単位として認定する。
- 大学の公開講座
一般市民向けの公開講座。退職者や主婦など、社会の幅広い層に提供される教育サービス。大学が有する高度な知的資源を提供し、受講者の知的関心に応えようとするものや、資格試験講座のようなものなど、さまざまな授業内容を提供している。
- 大学の広報活動の拠点

これらのサテライトキャンパスにおける教育は、実際に講師が赴き講義をする場合と、テレビ電話・衛星放送等で遠隔講義する場合がある。

## 日本の大学のサテライトキャンパス

### 北海道

#### 札幌市
- 小樽商科大学 札幌サテライト
- 札幌市立大学 サテライトキャンパス
- 札幌学院大学 サテライトキャンパス
- 北海道医療大学 札幌サテライトキャンパス
- 北海道教育大学 札幌駅前サテライト
- 星槎道都大学 札幌サテライトキャンパス
- 札幌国際大学 経済センターキャンパス
- 北海道情報大学 札幌サテライト
- 名寄市立大学 サテライトキャンパス

### 宮城県

#### 仙台市
- 学都仙台サテライトキャンパス - 東北学院大学・東北文化学園大学・宮城教育大学の各大学と仙台市が主体となって設立。参加大学間での単位互換制度や、一般市民向けの公開講座などを実施する。

### 東京都

#### 千代田区
- サピアタワー
  - 関西大学東京センター
  - 関西学院大学東京丸の内キャンパス
  - 甲南大学ネットワークキャンパス東京
  - 産業能率大学（学校法人産業能率大学東日本事業部、総合研究所）
  - 西南学院大学（学校法人西南学院）東京オフィス
  - 東北大学東京分室
  - 北海道大学東京オフィス
  - 立命館大学東京キャンパス
  - 流通科学大学サテライトオフィス
- 慶應義塾大学慶應丸の内シティキャンパス（MCC）（三菱ビルヂング内）
- 愛知大学東京霞が関オフィス（霞が関コモンゲート西館内）
- 国際武道大学東京事務所（日本武道館内）
- 埼玉大学東京ステーションカレッジ（TSC）（VORT秋葉原maximビル内）
- 産業医科大学東京事務所（新倉ビル内）
- 東京都立大学丸の内サテライトキャンパス（丸の内永楽ビルディング内）
- 帝京大学霞ヶ関キャンパス（平河町森タワー内）
- 東洋大学大手町サテライト（新大手町ビル内）
- 名古屋商科大学大学院東京丸の内キャンパス（丸の内ビルディング内）
- 龍谷大学東京オフィス（岸本ビルヂング内）

#### 中央区
- 金沢大学東京事務所（日本橋室町三井タワー内）
- 中部大学東京事務所（ランディック日本橋ビル内）
- 松山大学東京事務所
- 早稲田大学日本橋キャンパス（コレド日本橋内）

#### 港区
- キャンパス・イノベーションセンター東京 ※2022年までに各大学のテナント契約が終了。
- 金沢工業大学K.I.T.虎ノ門大学院東京虎ノ門キャンパス（愛宕東洋ビル内）
- 京都造形芸術大学外苑キャンパス
- 慶應義塾大学SFC三田サテライトキャンパス
- 国際大学東京事務所（ハークス六本木ビル内）
- 東北芸術工科大学外苑キャンパス
- 福岡大学東京事務所（郵政福祉琴平ビル内）
- 北陸先端科学技術大学院大学東京サテライト（品川インターシティ内）

#### 新宿区
- 東京国際大学高田馬場サテライト
- 人間総合科学大学東京サテライトキャンパス

#### 文京区
- 東京外国語大学本郷サテライト

#### 台東区
- 大手前大学東京サテライトキャンパス（クリエイティブ One 秋葉原ビル内）

#### 墨田区
- 千葉工業大学東京スカイツリータウン®キャンパス（東京スカイツリータウン®内）

#### 豊島区
- 至誠館大学東京サテライト教室

#### 江戸川区
- 青森大学東京キャンパス（江戸川区立葛西中学校内）

### 神奈川県

#### 横浜市
- 横浜国立大学みなとみらいキャンパス（横浜ランドマークタワー内）
- 横浜国立大学弘明寺キャンパス
- 横浜市立大学みなとみらいサテライトキャンパス（横浜ランドマークタワー内）

### 埼玉県

#### さいたま市
- 埼玉大学 大宮ソニックシティカレッジ

### 新潟県

#### 新潟市
- 新潟国際情報大学 新潟中央キャンパス
- 新潟大学 新潟駅南キャンパス「ときめいと」

### 石川県

#### 金沢市
- 金沢大学 サテライト・プラザ
- 金沢学院大学 北国新聞会館サテライト教室
- 北陸先端科学技術大学院大学 金沢駅前オフィス

### 愛知県

#### 名古屋市
中区

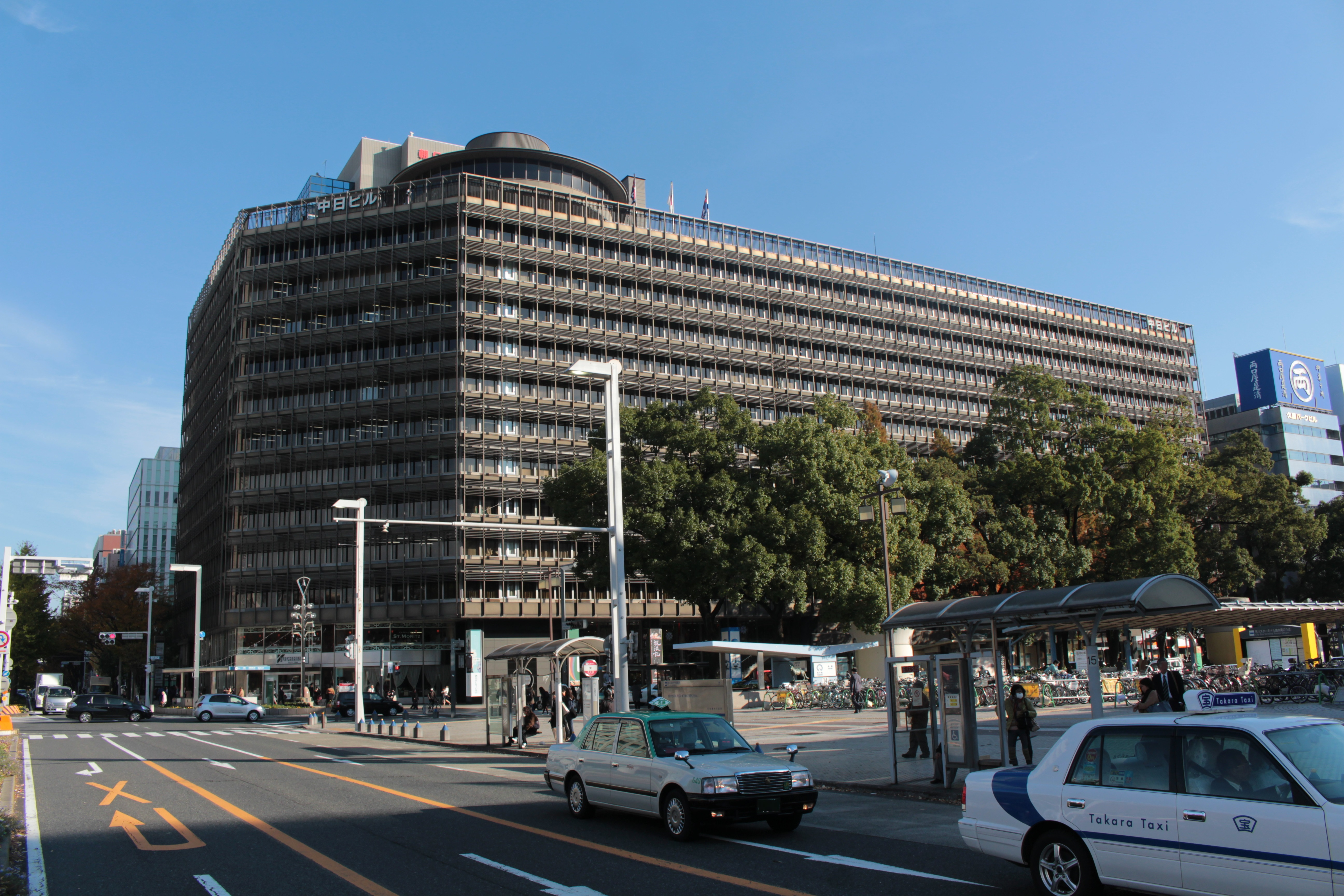
中部日本ビルディング

- 金城学院大学 栄サテライトセンター（錦3丁目　CTV錦ビル）
- 星城大学 名古屋リハビリテーション学院（栄1丁目）
- 名古屋商科大学 ビジネススクール 名古屋伏見キャンパス（錦1丁目）
- 名古屋学院大学 丸の内サテライト（キリックス丸の内ビル）
- 名古屋学芸大学 サテライト新栄キャンパス・名城前医療キャンパス
- 日本福祉大学 名古屋（千代田）キャンパス（千代田）

中村区
- 愛知県立大学 名駅サテライトキャンパス（愛知県産業労働センター）
- グロービス経営大学院大学 名古屋キャンパス（名駅1丁目 JRゲートタワー）
- 国際ファッション専門職大学 名古屋キャンパス（名駅4丁目 モード学園スパイラルタワーズ）
- 産業能率大学　中部事業部（名駅）
- 事業構想大学院大学 名古屋校（名駅）
- 東京通信大学 名駅前サテライトキャンパス（名駅）
- 東京福祉大学 名古屋キャンパス広報センター（則武）
- 名古屋経済大学 名駅サテライトキャンパス（名駅4丁目）
- 北海道情報大学 名古屋教育センター（名古屋情報メディア専門学校）

東区
- 愛知医科大学 名古屋メディカルクリニック（東桜）
- 星槎大学 名古屋スクーリングキャンパス（泉）
- 南山大学 （東桜）サテライトキャンパス（東桜） ※2010年3月に閉鎖。

西区
- 名古屋外国語大学 名駅サテライトキャンパス（則武新町 イオンモール Nagoya Noritake Garden）
- 放送大学 愛知学習センター（則武新町 イオンモール Nagoya Noritake Garden）
- 名古屋文理大学 名古屋キャンパス

北区
- 名古屋産業大学 大曽根サテライトキャンパス（平安）

千種区
- 愛知工業大学 本山キャンパス（本山）
- 名古屋大学 アジアサテライトキャンパス学院（八雲）

熱田区
- 北海道情報大学 名古屋教育センター（大宝）

中川区
- 藤田医科大学 名古屋教育病院（尾頭橋）

### 岐阜県
- 岐阜大学 サテライトキャンパス

### 京都府

#### 京都市
- キャンパスプラザ京都 - 京都市およびその周辺の50大学が加盟する大学コンソーシアム京都が運営する施設で、加盟大学の共同サテライト・キャンパスとして使用されている。
- 京都国際マンガミュージアム - マンガ学部を持つ京都精華大学が管理・運営。

#### 福知山市
- 福知山公立大学 まちかどキャンパス吹風舎

### 大阪府

#### 大阪市
北区

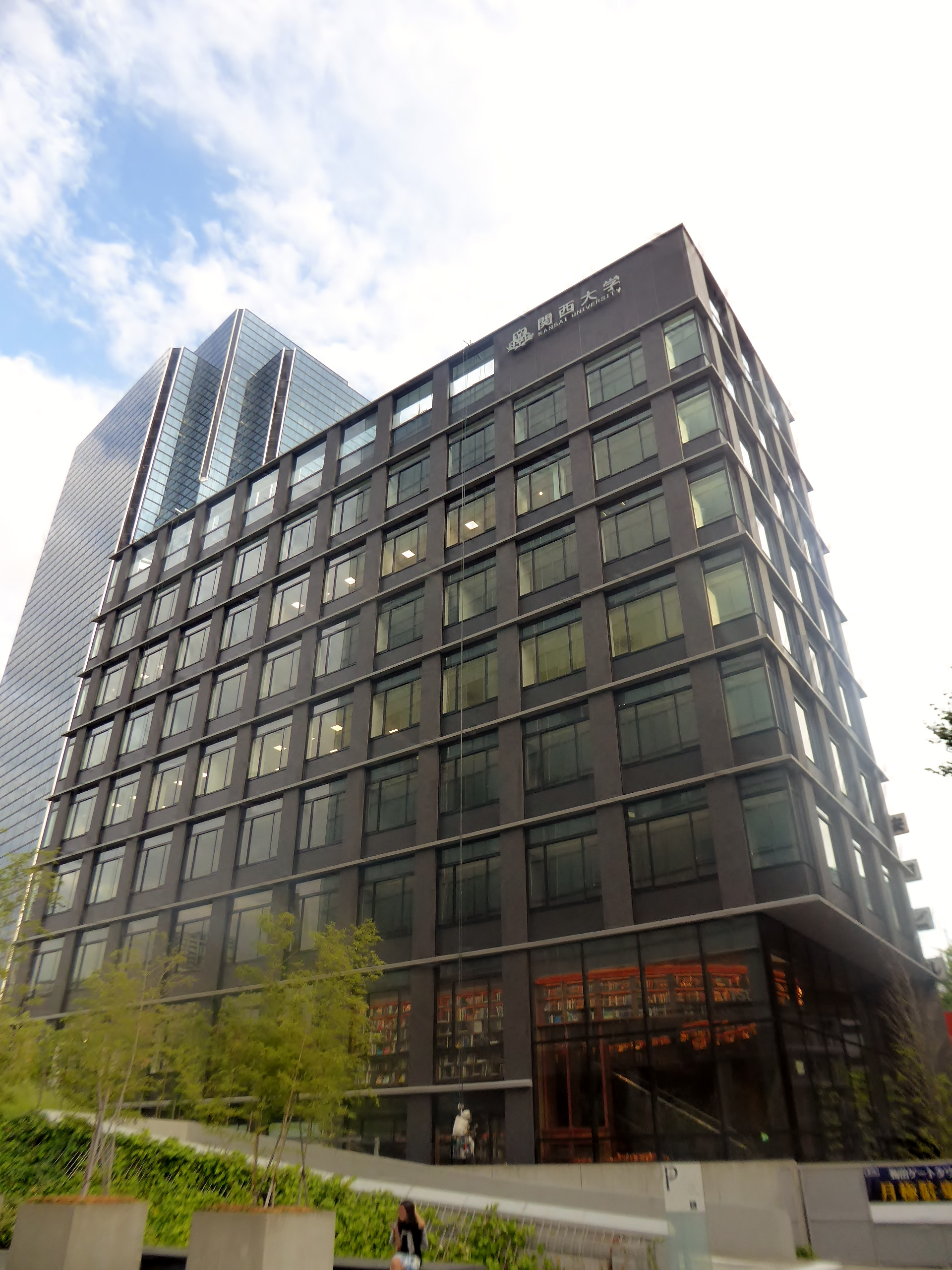
関西大学 梅田キャンパス

- キャンパスポート大阪 - 大阪地区45大学参加の大学コンソーシアム大阪が大阪駅前第2ビルに開設
- キャンパス・イノベーションセンター大阪 - 大阪大学中之島センターと合築
- 大阪公立大学 梅田サテライト・文化交流センター（大阪駅前第2ビル）
- 関西大学 梅田キャンパス
- 大阪産業大学 梅田サテライトキャンパス（大阪駅前第3ビル）
- 学校法人常翔学園（大阪工業大学・摂南大学） 大阪センター（毎日インテシオ）
- 神戸大学 梅田インテリジェントラボラトリ（梅田ゲートタワー）
- 関西学院大学 大阪梅田キャンパス（KGハブスクエア梅田・アプローズタワー）
- 宝塚大学 大阪梅田キャンパス
- 同志社大学 大阪サテライト
- 大阪富国生命ビル
  - 立命館大学 立命館大阪キャンパス - 2011年1月開設。2010年12月までは、立命館アカデメイア＠大阪（淀屋橋）が開設されていた。
  - 京都造形芸術大学 大阪サテライトキャンパ
- 龍谷大学 大阪梅田キャンパス（ヒルトンプラザウエスト）
- 名古屋商科大学大学院 ビジネススクール 大阪梅田キャンパス
- 上智大学 大阪サテライトキャンパス

中央区
- 大阪経済大学 北浜キャンパス（大阪証券取引所ビル）

浪速区
- 大阪公立大学 I-siteなんば

阿倍野区
- あべのハルカス
  - 大阪芸術大学 スカイキャンパス
  - 阪南大学 あべのハルカスキャンパス
  - 四天王寺大学 サテライトキャンパス
  - 大阪大谷大学 ハルカスキャンパス

福島区
- ほたるまち
  - 大阪芸術大学 ほたるまちキャンパス
  - 慶應義塾大学 慶應大阪リバーサイドキャンパス

### 兵庫県

#### 神戸市
- 兵庫教育大学 神戸ハーバーランドキャンパス
- 兵庫県立大学 三宮教室
- 神戸学院大学 神戸三宮サテライト
- 神戸親和女子大学 三宮サテライト
- 神戸女子大学 三宮キャンパス

### 和歌山県
- 和歌山大学 まちかどサテライト
- 羽衣国際大学わかやまサテライト
- プール学院大学 わかやまキャンパス

### 岡山県
- 吉備国際大学 岡山駅前キャンパス

### 広島県
- 山口大学 技術経営研究科広島教室
- 広島国際学院大学 立町キャンパス
- 呉大学 呉駅キャンパス

### 福岡県
- 九州工業大学 kyutechプラザ（天神サテライトキャンパス）、小倉サテライトキャンパス
- 九州国際大学 黒崎コムシティサテライトキャンパス
- 九州情報大学 大学院博多駅前キャンパス
- 北九州市立大学 小倉サテライトキャンパス
- 久留米大学 福岡サテライト
- 福岡女学院 天神サテライト
- 早稲田大学 北九州キャンパス